# Ernst Loops
Ernst Loops (* 14. November 1891 in Danzig; † 3. November 1974 in Wernigerode) war ein deutscher Politiker (SPD und Sozialdemokratische Partei der Freien Stadt Danzig) und Senator in der Freien Stadt Danzig.

## Leben
Loops besuchte die Mittelschule in Danzig und Marienburg („Tertia“-Abschluss) und danach die Präparandenanstalt in Danzig und das Lehrerseminar in Marienburg ohne dort einen Abschluss zu machen.
1910 bis 1919 arbeitet er als Büroangestellter in Berlin und Danzig. Zwischen August 1919 und 1920 sowie 1921 bis Dezember 1929 war er Redakteur der „Danziger Volksstimme“, einer SPD-Zeitung. 1920 bis 1921 war er Geschäftsführer in Danzig und Gauleiter des Zentralverbands der Angestellten mit Sitz in Dresden. Dezember 1929 bis 1932 war er Redakteur des „Volksblatts“ in Halle an der Saale. Krankheitsbedingt beendete er diese Tätigkeit und war seit Januar 1933 Rentner.
1912 trat er der SPD bei. Bei der Reichstagswahl 1919 kandidierte er erfolglos im Wahlkreis LP16 Wahlkreis 2 (Provinz Westpreußen).
Bei der Volkstagswahl in Danzig 1923 wurde er für die SPD in den Volkstag gewählt, dem er bis 1929 angehörte. Nach der Regierungskrise 1925 wurde er im August 1925 als nebenamtlicher Senator gewählt. Nach dem Zerfall der Koalition schied er im Januar 1926 wieder aus dem Senat der Freien Stadt Danzig aus. Im Januar 1929 wurde er erneut als nebenamtliches Mitglied in den Senat gewählt, dem er bis November 1929 angehörte.
1932 trat er aus der SPD aus und lebte seit 1935 in Zoppot und Danzig. Von Oktober 1945 bis zu seinem Tod lebte er in Wernigerode (Harz). Dort war er u. a. als langjähriger Vorsitzender der Ortsgruppe Wernigerode des Kulturbundes zur demokratischen Erneuerung Deutschlands (später Kulturbund der DDR) aktiv.

## Werke
- Geschichte der Danziger Arbeiterbewegung, Danzig, 1929.